# Noraldino Lima
Noraldino Lima (São Sebastião do Paraíso, 12 de janeiro de 1885 — Rio de Janeiro, 30 de novembro de 1951) foi um político brasileiro. Foi interventor federal em Minas Gerais, de 17 de novembro a 20 de dezembro de 1946.
Entre os dias 10 e 18 de maio de 1927, foi realizado na capital de Minas Gerais o primeiro Congresso de Instrução Primaria, dirigido por Francisco Campos e Noraldino Lima. O Congresso visava aprimorar o sistema de ensino e apresentar uma reforma no campo da metodologia.
Foi autor do Decreto n° 10362 em 31 maio de 1932 no estado de Minas Gerais, aprovando modificações aos regulamentos baixados com os decretos n° 7970-A (15 de outubro de 1927) e n° 9.450 (18 de fevereiro de 1930). O decreto por ele aprovado adotava para o estado de Minas Gerais uma nova concepção pedagógica, os princípios da Escola Nova, constituindo um corpo de inspetores para o ensino normal.
Em 1934 foi criado o Pavilhão Noraldino de Lima, onde funcionou o Laboratório de Pesquisas Clínicas e Investigações Científicas e o Consultório Médico-Pedagógico, com o objetivo de atender crianças com dificuldades de aprendizagem, desajustamentos de conduta e problemas psicomotores. E, em 5 de abril de 1935, foi fundado por Noraldino Lima o Instituto Pestalozzi de Belo Horizonte, como órgão da Secretaria de Educação. Na sede do Município de Prata, na região central do Triângulo Mineiro, teve o seu nome destinado a Escola Estadual Noraldino Lima, situado na Praça XV de Novembro - Praça Cívica.
Além disso, Noraldino foi um conselheiro que, por ser próximo dos trabalhadores, lutava em defesa das leis trabalhistas e já foi chamado para fazer parte do Conselho Supremo da CCT, em assembleias. Ele defendia o descanso dominical (folga aos domingos)  para quem residia em Belo Horizonte.
Para ele, o descanso dominical seria importante econômica, religiosa e socialmente. Noraldino dizia que, no âmbito da economia, era importante porque todos os indivíduos que descansam pelo menos um dia da semana renovam suas energias, ganhando outras forças para trabalharem melhor nos outros dias úteis da semana.
Já no âmbito da religião, era importante porque, segundo o Gênesis, o homem deveria descansar pelo menos um dia na semana para fazer seus deveres nos outros dia, o que o próprio Criador fez.
Por fim, no âmbito social, ele dizia que nada seria mais equitativo do que o trabalhador que atua seis dias consecutivos também possuir um momento de descanso, pra cuidar da família e do lar.
Foi então autor do projeto de lei nº 24, que regulamentava o descanso aos domingos, e o apresentou em 1921. Porém, o projeto não foi provado na reunião legislativa, e apenas em 1922, na segunda sessão ordinária, foi aprovado e depois convertido na lei nº 277, após ser apresentado pelo conselheiro Lauro Jacques. Nessa norma, foi estabelecido o descanso dominical obrigatório para quase todos os trabalhadores de Belo Horizonte.Os que não folgassem nesse dia deveriam trabalhar e receber folga em outro dia da semana, como servidores farmacêuticos, hospitalares, servidores domésticos indispensáveis, motoristas e outros funcionários para transporte de passageiros, funcionários de casas de diversão, funcionários de limpeza púbica e de restaurantes e lanchonetes. Outros estabelecimentos, como padarias, feiras de cultura e casas de carne funcionariam apenas até o meio-dia.